# Кросс, Дэвид (скрипач)
Дэвид Кросс (англ. David Cross; 23 апреля 1949, Англия) — британский скрипач (играет на электроскрипке), известный участием в 1970-х годах в группе прогрессивного рока King Crimson. В частности, он участвовал в записи альбомов Larks' Tongues in Aspic, Starless and Bible Black и Red. Кроме того, он играет на клавишных и меллотроне.

## Биография и творчество
С 1990-х Кросс руководит своим музыкальным коллективом, часто сочиняет музыку в соавторстве с бас-гитаристом Миком Полом. В сольных проектах Дэвида Кросса в разное время принимали участие и другие музыканты King Crimson, в частности, Джон Уэттон, Роберт Фрипп, Ричард Палмер-Джеймс и Питер Синфилд. Особо можно отметить альбомы Testing to Destruction и Closer Than Skin.
Сейчас Кросс читает лекции по музыкальному образованию в Лондонском Университете Метрополитен.

## Дискография

### В составе King Crimson
- Larks' Tongues in Aspic (1973)
- Starless and Bible Black (1974)
- Red (1974) (“Providence” as a performer, “Providence” and “Starless” as a co-composer)
- USA (1975) (recorded in June, 1974)
- The Great Deceiver (1992) (boxed set, 1973–1974)
- The Night Watch (1997) (recorded in November, 1973)

### С Робертом Фриппом
- Starless Starlight (2015)

### Сольные и David Cross Band
- Memos from Purgatory (1989)
- The Big Picture (1992) (David Cross Band)
- Testing to Destruction (1994) (David Cross Band)
- Exiles (1997) (David Cross Band + guests)
- Closer Than Skin (2005) (David Cross Band)
- Alive in the Underworld (2008) (David Cross Band)
- Sign of the Crow (2016) (David Cross Band)
- Crossing the Tracks (2018)
- Ice Blue, Silver Sky (2023) (David Cross Band)

### С Наоми Маки
- Unbounded (2006)

### С Radius
- Arc Measuring (1988)
- Sightseeing (1989)
- Elevation (1992)
- There Is No Peace (1995)
- Civilisations (2000)

### С Andrew Keeling
- English Sun (2009)
- October Is Marigold (2021)

### Сотрудничество
- David Cross and Sean Quinn: Cold Sky Blue (2016)
- David Cross and David Jackson: Another Day (2018)
- David Cross and Andrew Booker: Ends Meeting (2018)
- David Cross and Peter Banks: Crossover (2020)